# Яворик Олександр Володимирович
Яворик Олександр Володимирович (16 березня 1946 — 28 грудня 2005) — український композитор. Член Національної спілки композиторів України.
Народився в Києві в родині службовця. Закінчив Київську консерваторію (1975, майстерня Ю. Іщенка, Л. Колодуба). Працював в Інструментальному ансамблі Українського гастрольно-концертного об'єднання; завідував музичною частиною Київського театру юного глядача; працював у видавництві «Музична Україна» тощо. З 1983 р. на творчій роботі.

## Фільмографія
Автор музики до телефільмів:
- «Завтра починається сьогодні» (1985),
- «Дім батька твого» (1986),
- «Народний Малахій» (1991),
- «Київські прохачі» (1992).